# Турик Олексій Миколайович
Олексій Миколайович Турик (рос. Алексей Николаевич Турик; нар. 25 квітня 1995, Московський, Ленінський район, Московська область, Росія) — російський футболіст, півзахисник та нападник.

## Життєпис
Розпочинав займатися футболом у спортивних секціях Підмосков'я та Москви та згодом опинився в академії московського «Локомотива». З 2012 року виступав за дублюючий склад «Локомотива» у молодіжній першості, всього за два з половиною сезони провів 49 матчів та відзначився 7-ма голами.
У 2014 році почав грати на дорослому рівні за воронезький «Факел». На професіональному рівні дебютував за воронезький клуб 28 серпня 2014 року в поєдинку ПФЛ Росії проти «Тамбова» У сезоні 2014/15 став переможцем зонального турніру другого дивізіону (зона «Центр»), а наступного сезону грав у ФНЛ. Дебютував у ФНЛ 20 липня 2015 року в поєдинку проти оренбурзького «Газовика». Після відходу з «Факела» виступав у другому дивізіоні за «Армавір», КАМАЗ та «Зеніт-Іжевськ». У складі іжевського клубу в сезоні 2018/19 років відзначився 11-ма голами й посів друге місце у суперечці бомбардирів своєї зони.
Влітку 2019 року перейшов до вірменського клубу «Ноах». Дебютний матч у чемпіонаті Вірменії зіграв 3 серпня 2019 року проти «Гандзасара», в якому замінив на 57-й хвилині Давида Манояна. Загалом за половину сезону взяв участь у 6 матчах вищої ліги. 9 грудня 2019 року вільним агентом залишив команду. На початку 2020 року перейшов до білоруського клубу «Смолевичі», який вийшов до вищої ліги Білорусі. Дебют у місцевій еліті відбувся у матчі першого туру 20 березня проти чинного чемпіона країни «Динамо-Берестя». Зустріч завершилась із рахунком 1:1.
Виступав за юнацькі збірні Росії різних вікових категорій.